# دوغ ريا
دوغ ريا (بالإنجليزية: Doug Rea)‏ هو موسيقي أسترالي، ولد في 1949.

## وصلات خارجية
- دوغ ريا على موقع ميوزك برينز (الإنجليزية)